# Fur Museum
Le musée de Fur, ou en danois : Fur Museum, est un petit musée d'histoire naturelle situé dans le village de Nederby (da) dans le Sud de l'île Fur, Danemark. Le musée est administré par le Museum Salling.
Le Fur Museum combine des expositions sur l’histoire naturelle, la géologie et l’environnement de l’île avec une exploration de son histoire sociale et culturelle. Le musée a une grande collection de fossiles du début de l'eocène trouvés sur l'île dans la formation de Fur — et dans la couche sous-jacente de Stolle Klint Clay (en).